# Apomecyna saltator
Apomecyna saltator es una especie de escarabajo longicornio del género Apomecyna, subfamilia Lamiinae. Fue descrita científicamente por Fabricius en 1787.
Se distribuye por China, Hawái, India, Indonesia, Japón, Laos, Nepal, Pakistán, Sri Lanka y Vietnam. Posee una longitud corporal de 6-14 milímetros. El período de vuelo de esta especie ocurre en todos los meses del año.
La dieta de Apomecyna saltator se compone básicamente de plantas y arbustos de la familia Cucurbitaceae, entre ellas, las especies Benincasa hispida, Benincasa hispida, Coccinia grandis, Cucurbita cylindrata, Trichosanthes cucumerina, Melothria heterophylla, Lagenaria vulgaris, Cucurbita moschata, Luffa cylindrica, entre muchas otras.

## Sinonimia
- Lamia saltator Fabricius, 1787
- Apomecyna neglecta Pascoe, 1865
- Apomecyna pertigera Thomson, 1868
- Apomecyna niveosparsa Fairmaire, 1895
- Apomecyna multinotata Pic, 1918
- Apomecyna sinensis Pic, 1918
- Apomecyna tonkinea Pic, 1918
- Apomecyna excavaticeps Pic, 1918
- Apomecyna subuniformis Pic, 1944